# Macrophasma oreitrephes
Macrophasma oreitrephes är en insektsart som först beskrevs av Günther 1929.  Macrophasma oreitrephes ingår i släktet Macrophasma och familjen Phasmatidae. Inga underarter finns listade i Catalogue of Life.